# Глумиліно
Глуми́ліно (рос. Глумилино, башк. Глумилин) — присілок у складі Уфимського району Башкортостану, Росія. Входить до складу Таптиковської сільської ради.
Населення — 64 особи (2010; 61 в 2002).
Національний склад:
- росіяни — 89 %